# Ранно лято
„Ранно лято“ (на японски: 麦秋) е японски филм от 1951 година, драма на режисьора Ясуджиро Озу по негов сценарий в съавторство с Кого Нода.
Сюжетът разглижда отношенията в японско семейство в годините след Втората световна война - близките на млада жена се опитват да ѝ намерят съпруг, но тя решава да се ожени за овдовял приятел на семейството. Главните роли се изпълняват от Сецуко Хара, Чишу Рю, Чикаге Авашима, Кунико Мияке.